# Eilema recticosta
Eilema recticosta là một loài bướm đêm thuộc phân họ Arctiinae, họ Erebidae.